# リュディノフスキー機関車工場
リュディノフスキー機関車工場（リュディノフスキーきかんしゃこうじょう）（ロシア語: Людиновский тепловозостроительный завод、ЛТЗ）は、ロシア連邦・カルーガ州リュディノヴォ市に本社を持つ公共株式会社（ОАО）。主にディーゼル機関車の製造を行う工業製品メーカーで、シナラ・トランスポート・マシーンズ（Синара-Транспортные Машины）の子会社である。

## 概要
リュディノフスキー機関車工場のルーツは、1732年に設立され1745年から操業を開始した、鉄鉱石の採掘や鋳鉄の製錬、金属製品の生産を業務としたリュディノフスキー製鉄所（Людиновский железоделательный）に遡る。1840年代からはモスクワ - ペテルブルク間の鉄道用の蒸気エンジンや線路の製造を開始し、1870年以降蒸気機関車の量産を開始した。以降は入換・小運転用や産業鉄道向けに400 - 500馬力の蒸気機関車の製造が1959年まで続けられ、それと並行して蒸気ボイラーやラジエーター、ストーブ、調理器具など建物の部品や日用品としての金属製品の生産も行われた。
1957年には社名を現在のリュディノフスキー機関車工場に改め、ディーゼル機関車の生産を開始した。当初はトルクコンバータを備えた液体式ディーゼル機関車を専門に製造していたが、1974年のTEM7形以降は電気式ディーゼル機関車の開発・生産も実施している。これらの車両はソ連およびCIS、バルト三国に留まらず、フランス、韓国、エジプト、イラン、パキスタン、ユーゴスラビア、ポーランド、トルコ、モンゴル、ブルガリア、キューバなど世界中に導入されている。また1990年代以降は事業用車両の生産も実施している。
2007年以降はシナラ・グループの一部門であるシナラ・トランスポート・マシーンズ（Синара-Транспортные Машины）の傘下企業となり、工場の近代化が実施されている。

## 主要製品

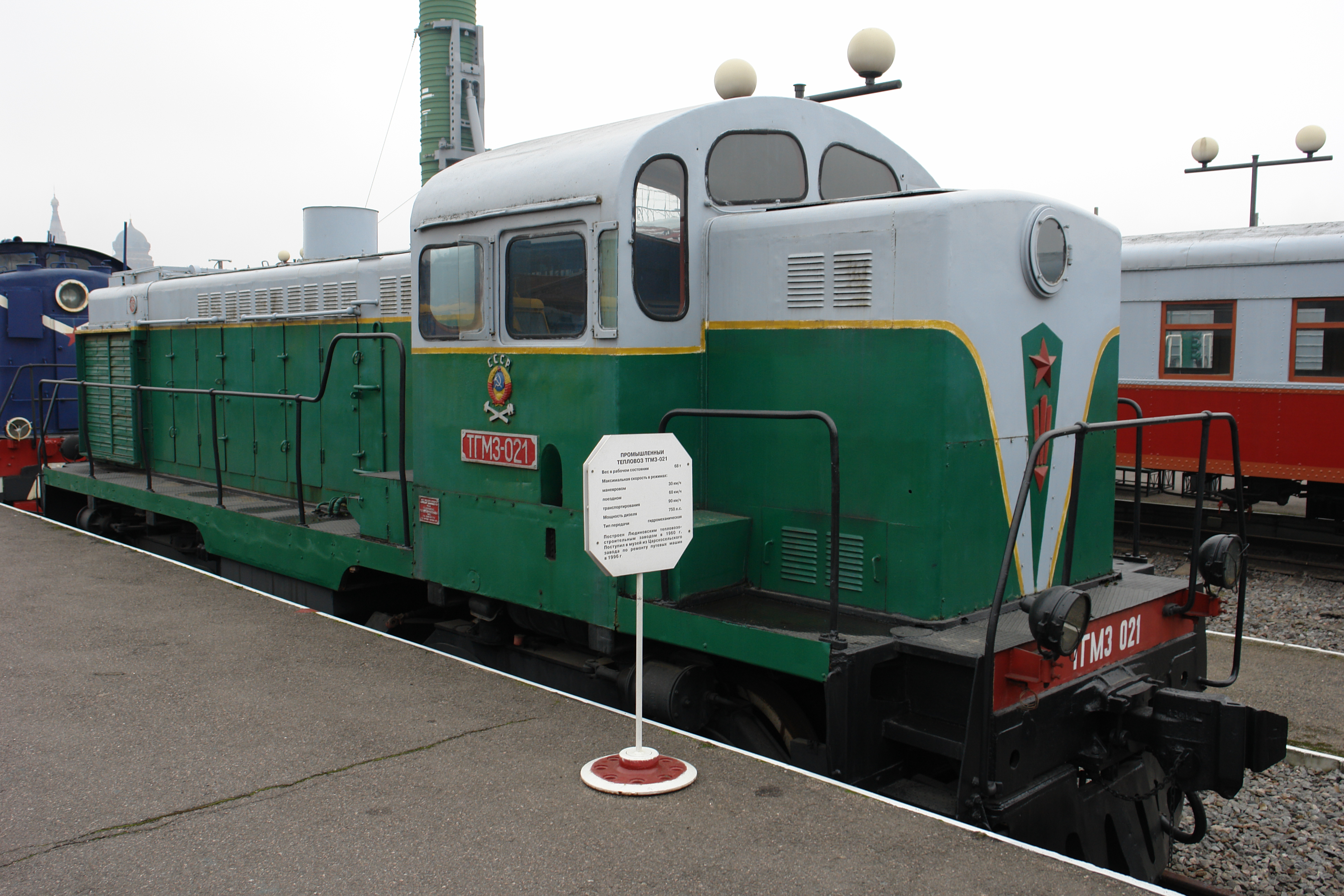
TGM3形

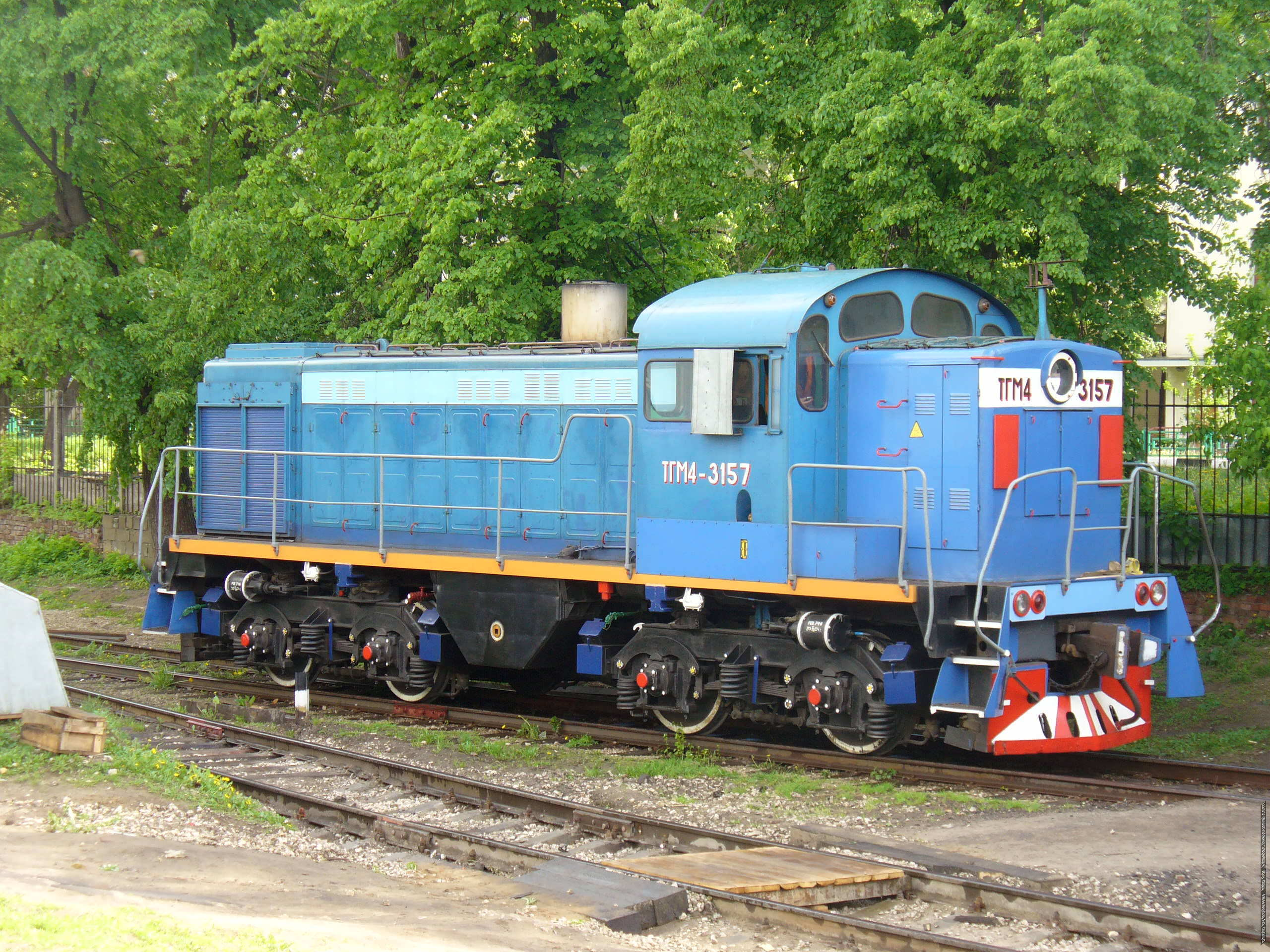
TGM4形

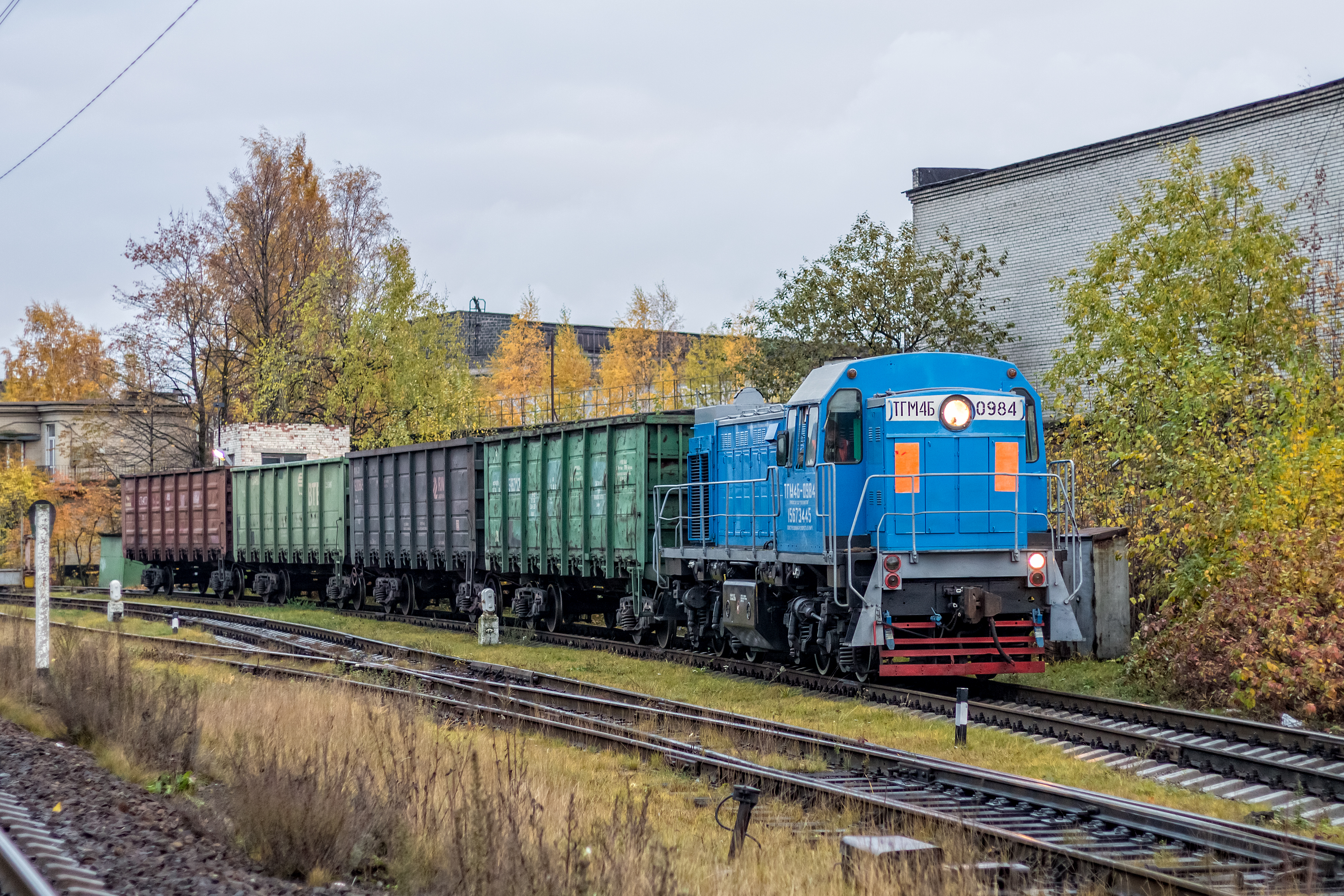
TGM4B形

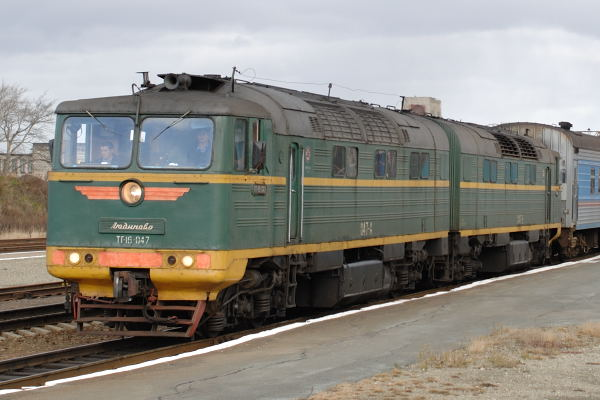
TG16形

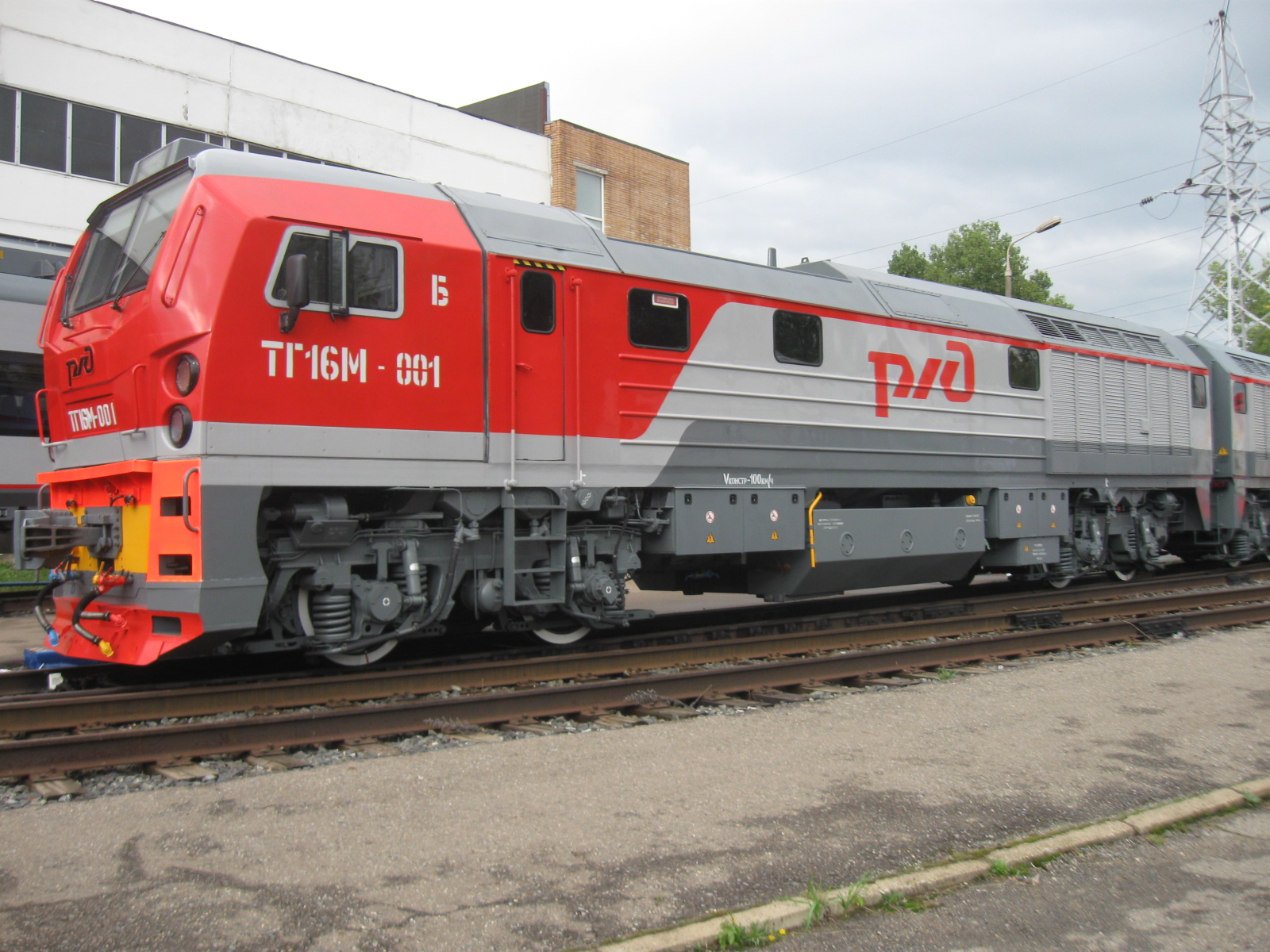
TG16M形

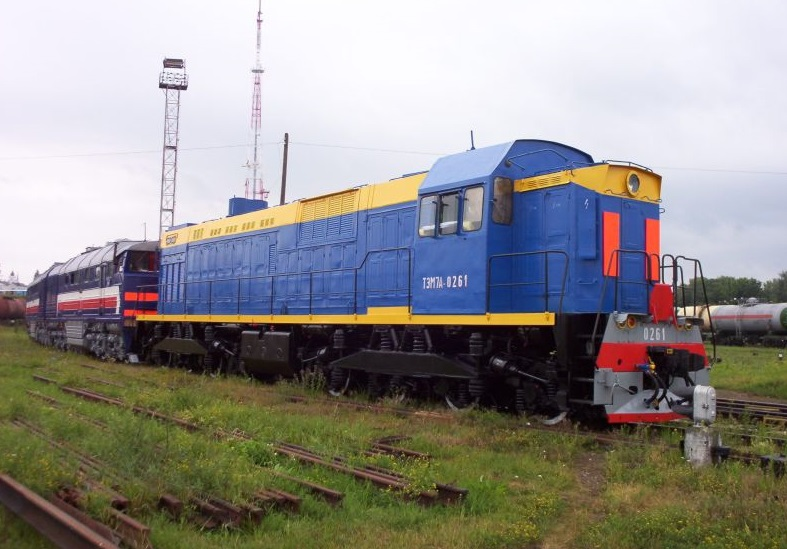
TEM7A形

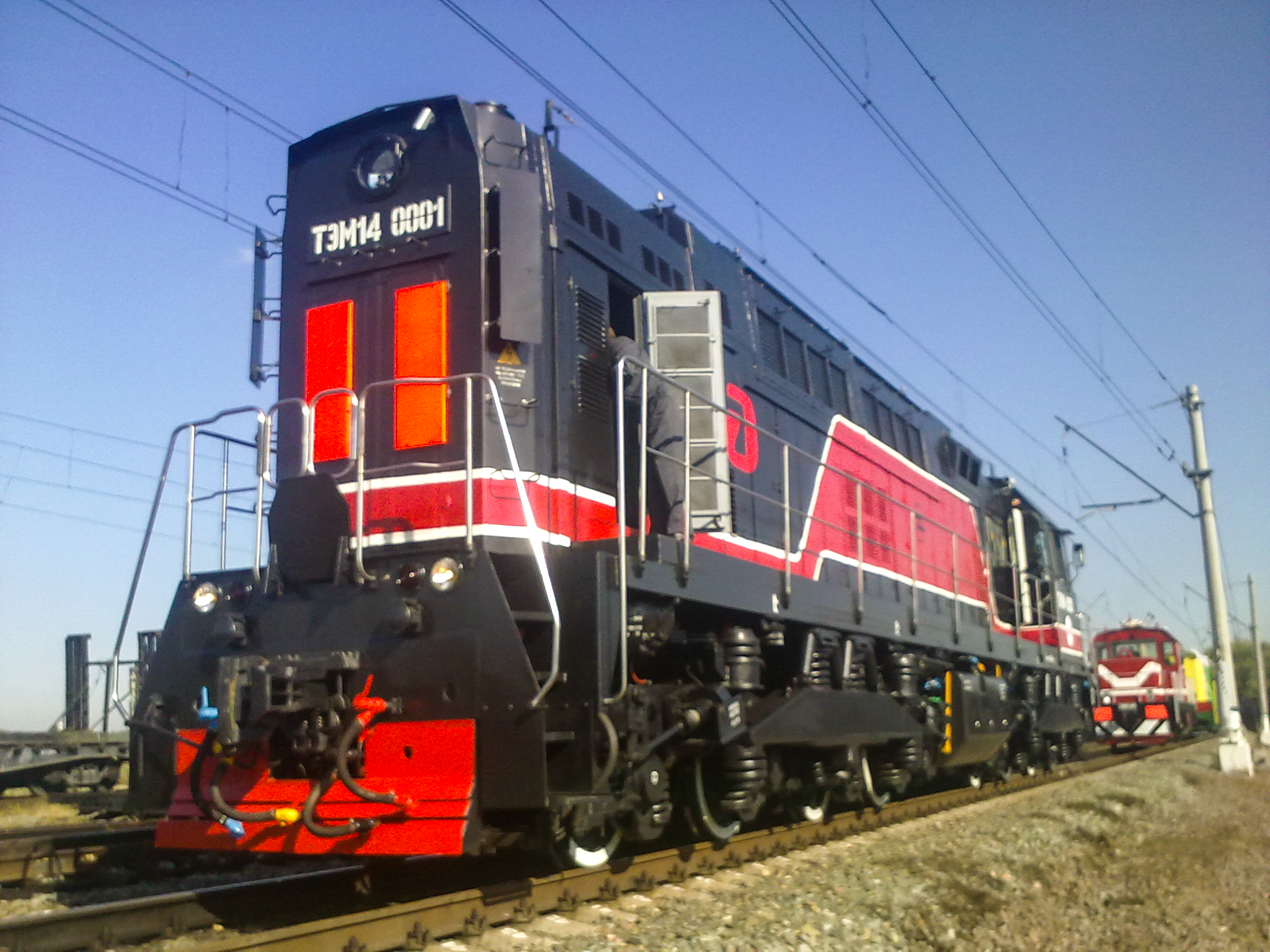
TEM14形

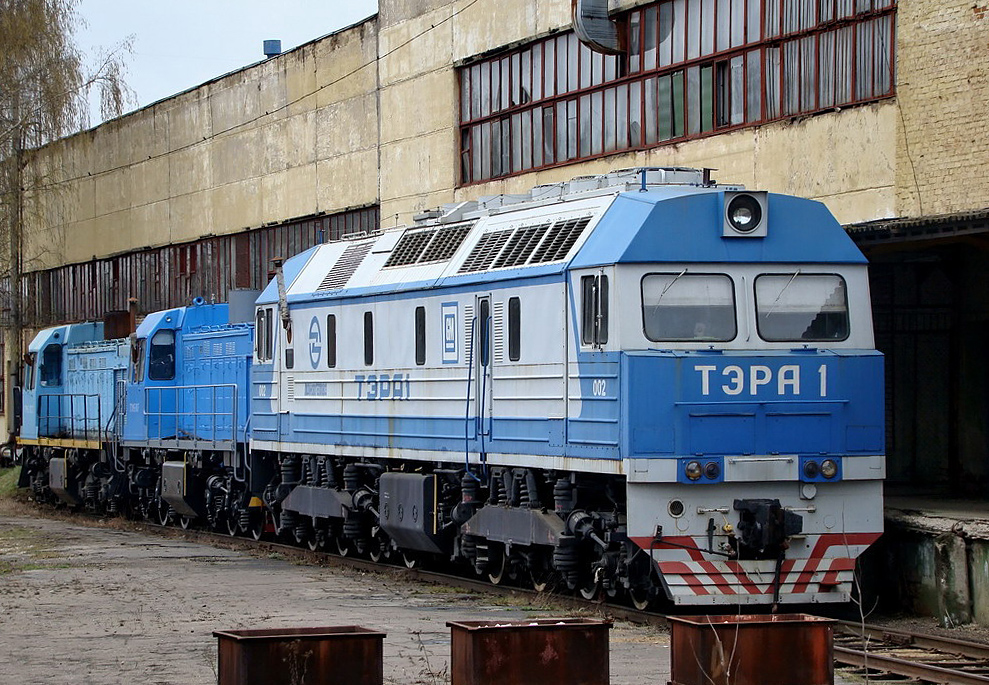
TERA形

### ディーゼル機関車

#### 液体式
- TGM2形（ロシア語版）
- TGM3形（ロシア語版）
  - TGM3A形
- TGM4形（ロシア語版）[4]
  - TGM4A形
  - TGM4B形
- TGM5形（ロシア語版）
- TGM6形（ロシア語版）
  - TGM6D形
- TGM7形（サハリン用）
- TGM8形
  - TGM8KM形[4]
- TGM11形（サハリン用）
  - TGM11A形（サハリン用）
- TGM9形（ロシア語版）[4]
  - TGM9N形
- TG102形（ロシア語版）
- TG16形（サハリン用）
  - TG20形
- TG21形（サハリン用）
  - TG22形（サハリン用）
- TG16M形（サハリン用）[4]

#### 電気式
- TEM7形[4]
  - TEM7A形
- TEM9形（ロシア語版）[4]
- TEM14形（ロシア語版）[4]
- TERA1形（ロシア語版）[注釈 1][5]

### 気動車
- MDP4形
- DL2形（プッシュプル列車）[6]

### 事業用車
- AS4形モーターカー
  - AS4MU形
- SDP形モーターカー（ロシア語版）
- FRES2形ロータリー除雪車[7]
- UTM-1A形牽引車[8]
- TEU630形移動発電所兼牽引車[9]
- RSM1形レール削正車[10]

### その他
- ゴミ収集車（車体架装）[2]
- 冷蔵庫[2]
- 食器[2]
- 肉挽き器[2]